# شريف شوقي
شريف شوقي كاتب روايات مصري اشتهر في العالم العربي بكتابته سلسلة روايات المكتب رقم 19 البوليسية، وسلسلة روايات زهور الرومانسية في ثمانينات القرن الماضي.

## عن حياته
ولد في القاهرة في حى السيدة زينب، تخرج من كلية الحقوق جامعة عين شمس وحصل على دبلومين في القانون العام والجنائى بدرجه الماجيستير. متزوج من السيدة نادية جمال محمد إبراهيم ولهما ابنة إسمها مروة ولدت عام 2000.

## البداية
في عام 1984 أجرت المؤسسة العربية الحديثة مسابقة أدبية ولقد قام الكاتب شريف بكتابة أول روايه له كانت باسم الانفجار المجهول ولقد كتبها أشباعا لهوايته ثم تقدم بها للمؤسسة لتصبح فيما بعد أولى اعداد سلسلة المكتب 19 البوليسية. وفي عام 1997 توقف عن كتابة سلسلة روايات المكتب رقم 19 وسلسلة روايات زهور وترك المؤسسة ومن ثم عاد اليها عام 2016 ثم تركها مرة أخرى في عام 2019.

## روابط خارجية
- موقع أ. شريف شوقي